# Горный Ключ (Камчатский край)
Го́рный Ключ — упразднённый посёлок в Быстринском районе Камчатского края Российской Федерации. Последний раз упоминается в справочнике по АТД края за 2014 год.
С 2005 по 2013 годы имел статус населённого пункта. Упоминается в уставе района как посёлок, но отсутствует в законах Камчатского края и Российской Федерации как населёный пункт.

## География
Посёлок расположен в левобережье реки Быстрая, в месте выхода лечебных вод и грязей, известных как источник 47-й км, или Быстринские источники. Находится в 8 км к юго-востоку от села Анавгай, в 26 км к северо-востоку от Эссо и в 330 км к северу от Петропавловска-Камчатского.

## Инфраструктура
В посёлке функционирует бальнеологический комплекс и детский оздоровительный лагерь «Горный Ключ».
Посёлок находится в зоне хозяйственного назначения природного парка «Быстринский».

## Транспорт
Вблизи посёлка вдоль реки проходит подъездная дорога к сёлам Анавгай и Эссо от автодороги Р474 (Петропавловск-Камчатский — Ключи).

## Население
| 2007 | 2012 | 2013 |
| ---- | ---- | ---- |
| 2    | →2   | →2   |

Численность населения колеблется в зависимости от времени года. 